# Audi TT-R
De Abt Audi TT-R DTM is een raceauto van het Duitse automerk Audi. De auto is gebaseerd op de eerste generatie Audi TT en kwam uit in de DTM van 2000 tot en met 2003. In 2004 werd hij opgevolgd door de Audi A4 DTM.
In 2000 keerde de DTM terug, in een nieuwe vorm. Audi wilde echter niet meedoen, omdat ze hun befaamde quattro vierwielaandrijving niet mochten gebruiken. Een uitweg werd gevonden in Abt Sportsline, een getunede versie die dicht bij Audi staat. Zij zouden als privéteam gaan meedoen met een aangepaste Audi TT. Audi had toentertijd geen geschikte coupé en dus werd de TT gebruikt, ook al was zijn vorm eigenlijk niet toegestaan. De TT-R kreeg een 4,0 liter V8 met zo'n 460 pk en achterwielaandrijving, zoals de reglementen voorschreven.
De TT was echter aerodynamisch een zwakke auto als basis, en dus was de auto kansloos in het eerste jaar. Later werd Abt toegestaan aanpassingen door te voeren, en dat resulteerde in een gewonnen kampioenschap in 2002.

## Kampioenschappen
Sinds 2000 pakte Abt de volgende kampioenschappen met de TT-R:
| Jaar | Winnaar        |
| ---- | -------------- |
| 2002 | Laurent Aïello |